# Dom Wycieczkowy „Turbacz” w Rabce-Zdroju
Dom Wycieczkowy „Turbacz” w Rabce-Zdroju – dwukondygnacyjny budynek z poddaszem użytkowym położony przy ul. Wąskiej 1 (dawnej ul. Kolejowej) w Rabce-Zdroju, będący przez wiele lat domem wycieczkowym dla turystów. Położony w bezpośrednim sąsiedztwie (przez tory kolejowe) budynku dworca kolejowego Rabka-Zdrój. Przez wiele lat występował pod szyldem Polskiego Towarzystwa Turystyczno-Krajoznawczego.

## Historia
Budynek został wybudowany w 1901, przez bogatego rabczańskiego Żyda, z przeznaczeniem na ekskluzywną restaurację wraz z hotelem. Po kilkunastu latach został zakupiony przez Anielę Gierwas i przystosowany pod wynajem. Zmiana sytuacji życiowej Anieli Gierwas, która jako wdowa ponownie wyszła za mąż za wdowca z trójką dzieci, spowodowała przyjazd do Rabki Marii Orlickiej, jej chrześniaczki. Orlicka w 1926 wyszła za mąż za Władysława Klempkę, subiekta w sklepie kółek rolniczych, znajdującym się w sąsiednim budynku od strony ul. Władysława Orkana. Dotychczasowa właścicielka podarowała budynek nowożeńcom, jako prezent ślubny. Nowi właściciele zamieszkali przy ul. Wąskiej 1, gdzie rozpoczęli przygotowywanie pomieszczeń pod planowany hotel i restaurację, której w 1926 nadali nazwę „Turbacz”.
Restauracja w latach międzywojennych była miejscem spotkań miejscowej inteligencji, skupionej w Polskim Towarzystwie Tatrzańskim oraz Związku Podhalan (do obu organizacji należał właściciel restauracji). Z jej usług korzystali również kuracjusze oraz miejscowa ludność przybywająca na pobliski plac targowy. Na piętrze urządzono pokoje hotelowe oraz prywatne mieszkanie właścicieli. Władysław Klempka pracował jako bufetowy, natomiast jego żona wraz z kucharkami w kuchni.
W 1928 Władysław Klempka współorganizował Oddział Polskiego Towarzystwa Tatrzańskiego w Rabce. W latach 1929–1932 czynnie wspierał budowę schroniska na Luboniu Wielkim, a w latach 1932–1933 schroniska na Starych Wierchach.
W trakcie II wojny światowej restauracja oraz hotel nie przerwały działalności. Pokoje na piętrze wynajmowali polscy lokatorzy oraz Niemcy. Restaurację często odwiedzali stacjonujący w Rabce żołnierze Wehrmachtu. „Turbacz” stał się również bazą kontaktową dla oddziałów partyzanckich działających w Gorcach i Beskidzie Wyspowym, szczególnie z oddziału Armii Krajowej por. Jana Stachury „Adama”. W pokojach na piętrze odbywały się narady i szkolenia podchorążych. W noc z 31 grudnia 1944 na 1 stycznia 1945 Klempkowie wraz z dwójka dzieci – Mieczysławem i Ireną, zostali aresztowani przez niemieckich żandarmów, w związku z odnalezieniem na korytarzu restauracji skrzyni z bronią i amunicją. Były one przygotowane dla oddziału partyzanckiego przez Kurta Steinhauera, szefa wojskowego magazynu z bronią przy lazarecie dla rannych żołnierzy niemieckich, mieszczącym się w przedwojennym Oficerskim Domu Wypoczynkowym (obecnie szpital miejski). Po pewnym czasie najpierw Maria z dziećmi, a następnie Władysław, zostali zwolnieni z aresztu.
Po zakończeniu działań wojennych obiekt służył jako stołówka oraz hotel dla oficerów Armii Czerwonej. W związku z represjami za strony aparatu bezpieczeństwa Mieczysław Kempka przedostał się z kraju do Londynu. Pozostająca w Rabce rodzina została aresztowana i przez pięć miesięcy była przetrzymywana w Więzieniu Montelupich w Krakowie. Restauracja przestała funkcjonować, natomiast na bazie hotelu zorganizowano stację turystyczną Polskiego Towarzystwa Turystyczno-Krajoznawczego, pod niezmienioną nazwą „Turbacz” oraz niezmienionym kierownictwem. W 1960 zmarła Maria Klempka, nazywana przez gości „Mamą Turbaczową”. W 1962 przeprowadzono gruntowny remont obiektu i przemianowano budynek ze stacji turystycznej na Dom Wycieczkowy PTTK „Turbacz”, którego kierownikiem został Irena Jabłońska, córka Klempków. Obiekt prowadziła razem z ojcem Władysławem Klepmką do jego śmierci w 1973, a następnie samodzielnie.
Dom Wycieczkowy „Turbacz” był miejsce spotkań członków rabczańskiego Oddziału PTT, a następnie PTTK. 30 stycznia 1955 odbyło się w nim pierwsze wręczenie odznak ratownikom Rabczańskiego Ochotniczego Pogotowia Ratunkowego. W 1958 w „Turbaczu” powstała również idea działalność Związku Harcerstwa Polskiego wśród dzieci i młodzieży niepełnosprawnej, określona kryptonimem Nieprzetarty Szlak. Na przestrzeni lat 1958-1985 w obiekcie odbyło się łącznie 65 kursów i spotkań instruktorów ZHP.
Częstym gościem „Turbacza” był Władysław Orkan – pisarz i poeta, prof. Władysław Szafer, prof. Walery Goetel, Jalu Kurek – pisarz związany z Naprawą, Edward Moskała – działacz turystyczny PTT i PTTK, autorzy przewodników górskich Józef Nyka, Andrzej Matuszczyk i Elfryda Trybowska. W latach 50. w obiekcie przebywał również ks. Karol Wojtyła, późniejszy papież Jan Paweł II.
Współcześnie obiekt nie pełni już roli domu wycieczkowego. Na parterze funkcjonuje biuro podróży, które w swojej nazwie nawiązuje do tradycji budynku.

## Tablice pamiątkowe
Na elewacji budynku zawieszone są dwie kamienne tablice pamiątkowe:
- upamiętniająca historię obiektu w latach II wojny światowej, odsłonięta w 2003,
- upamiętniająca powstanie Nieprzetartego Szlaku, odsłonięta w 2010.

## Galeria

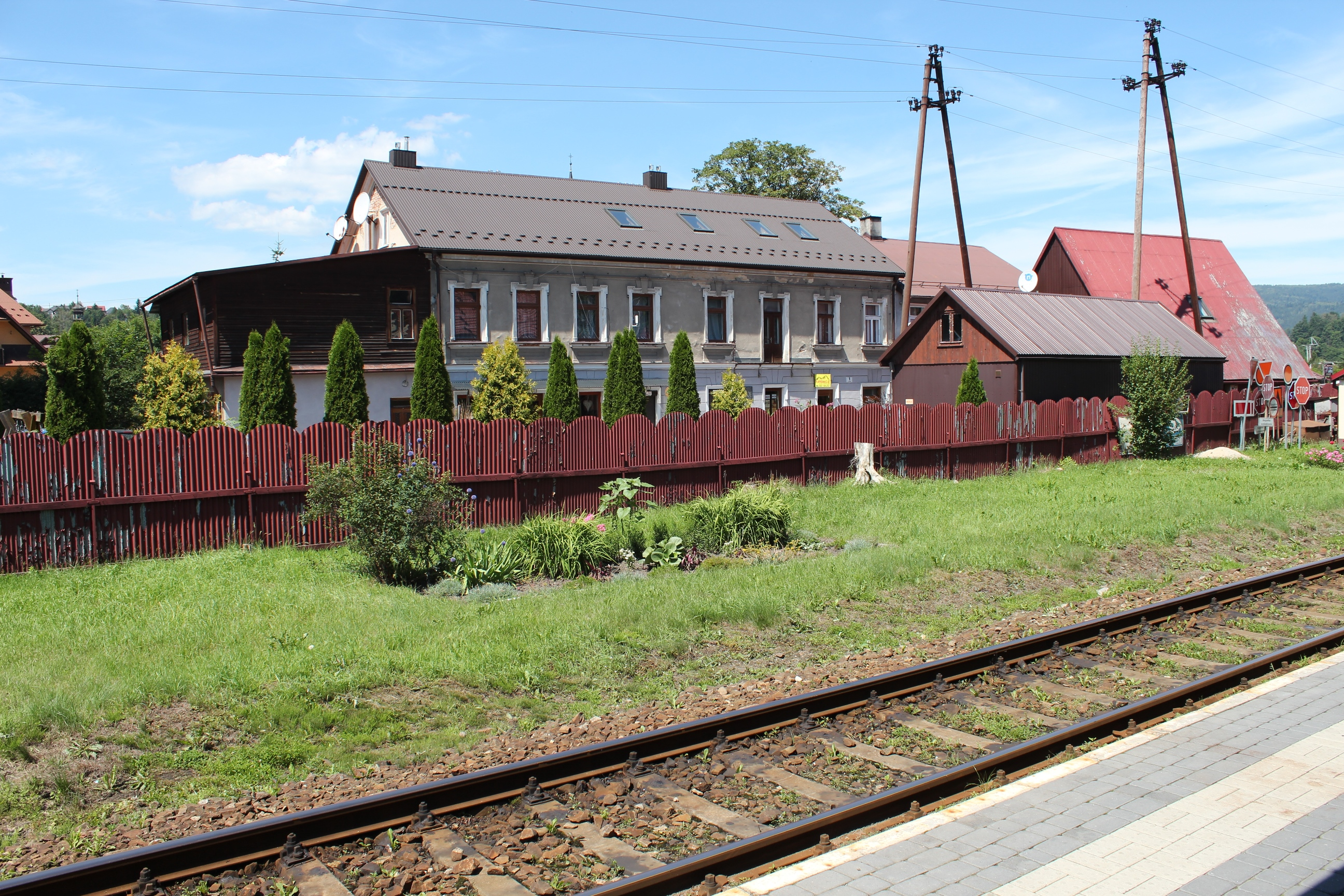
Dom Wycieczkowy „Turbacz” widziany z peronu stacji kolejowej Rabka-Zdrój
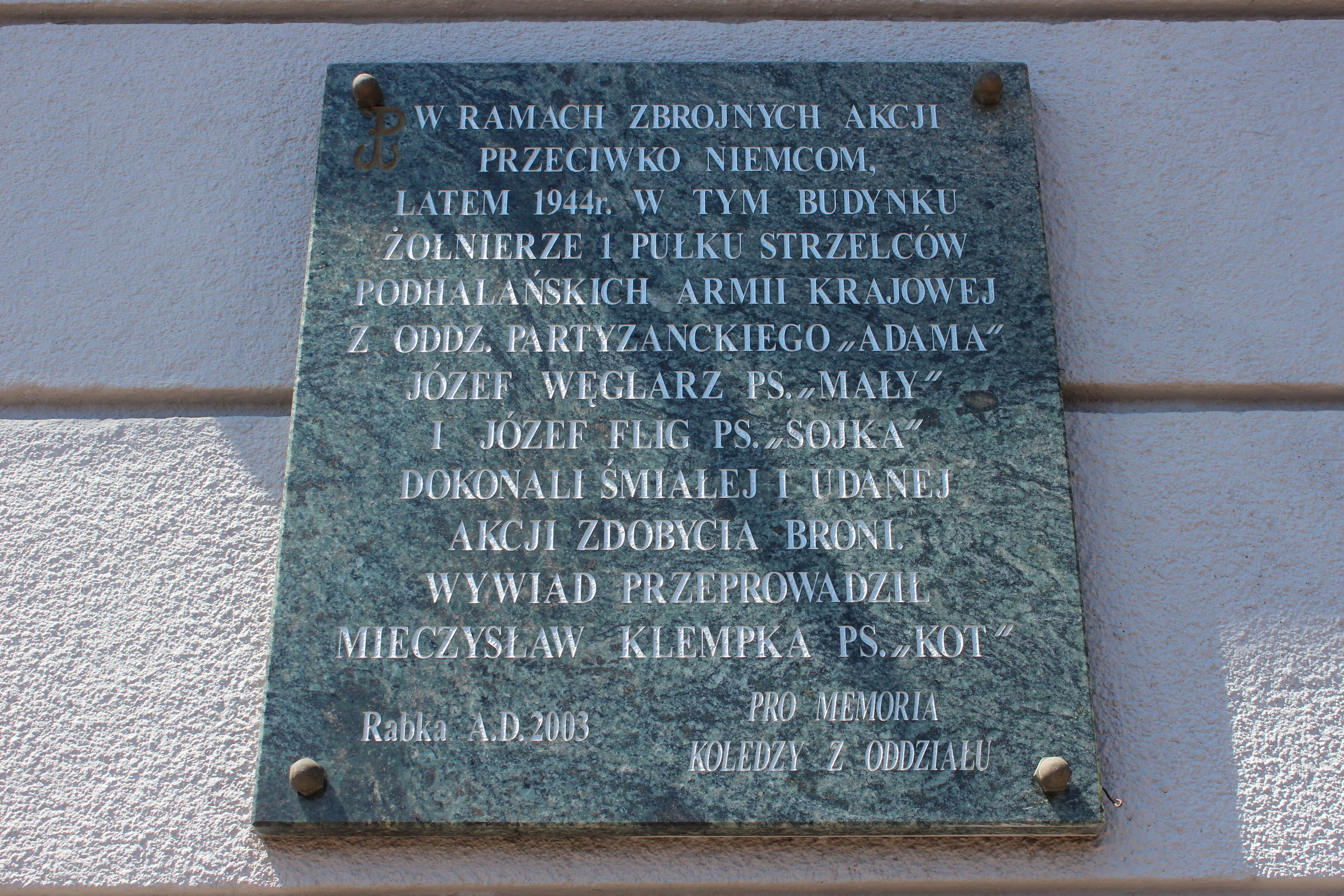
Tablica na ścianie budynku upamiętniająca historię obiektu w latach II wojny światowej
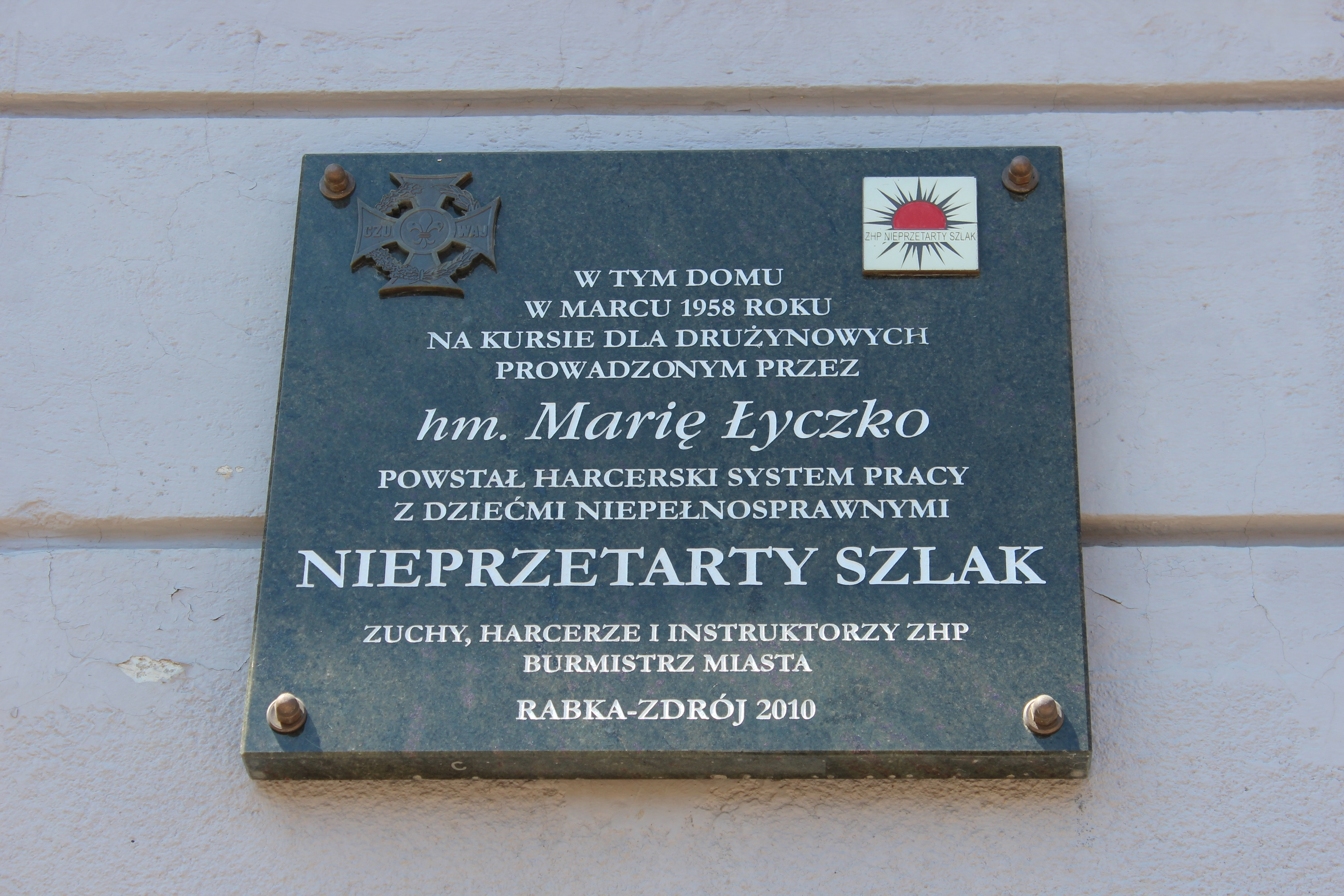
Tablica na ścianie budynku upamiętniająca powstanie Nieprzetartego Szlaku
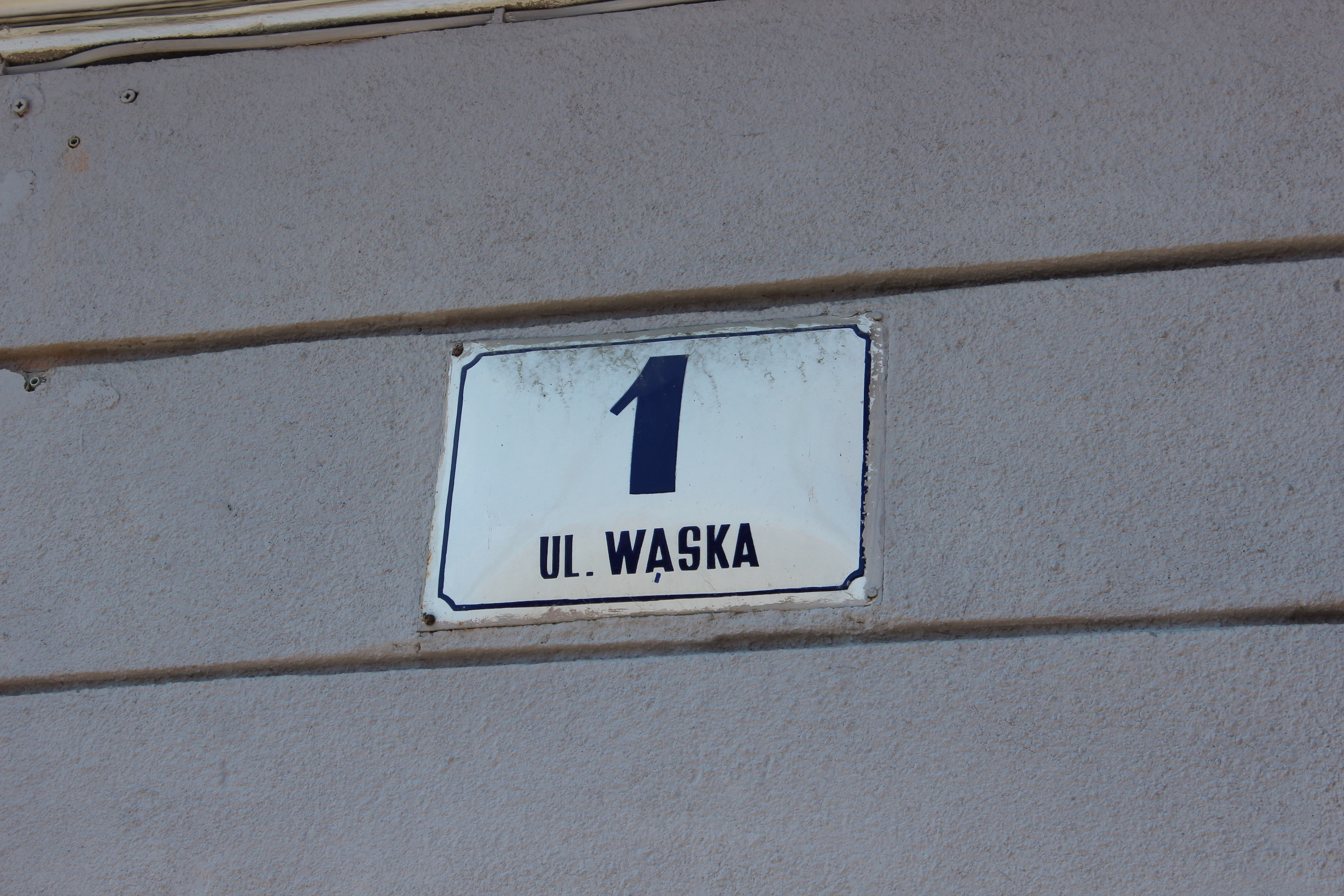
Tabliczka z numerem budynku i nazwą ulicy